# Stazione di Hannam
La stazione di Hannam (한남역 - 漢南驛, Hannam-yeok) è una stazione ferroviaria situata nel quartiere di Yongsan-gu, a Seul, in Corea del Sud, ed è servita dalla  linea Jungang del servizio ferroviario metropolitano Korail, e fermano solo i treni locali.

## Storia
La stazione è stata aperta il 1º aprile 1980 sulla linea Jungang.

## Linee
Korail
■ Linea Jungang (Codice: K113)

## Struttura
La stazione, su terrapieno è dotata di due marciapiedi laterali con due binari su terrapieno. Il collegamento con le uscite è assicurato da un sottopassaggio.
| 1 | ■ Linea Jungang | per Ichin e Yongsan                                                 |
| 2 | ■ Linea Jungang | per Wangsimni, Cheongnyangni, Deokso, Paldang, Yangpyeong e Yongmun |

## Stazioni adiacenti
| «             | Servizio      | »             |
| Linea Jungang | Linea Jungang | Linea Jungang |
| ------------- | ------------- | ------------- |
| Seobinggo     | Locale        | Oksu          |
| Transito      | Espresso      | Transito      |